# Fenoxaprop-P-ethyl
Fenoxaprop-P-ethyl ist eine chemische Verbindung aus der Gruppe der Aryloxyphenoxypropionate, welche von Hoechst (heute Bayer CropScience) eingeführt wurde. Dabei handelt es sich um das (R)-Enantiomer, welches häufiger verwendet wird als das racemische Fenoxaprop-ethyl.

## Gewinnung und Darstellung
Fenoxaprop-ethyl kann ausgehend von Propionsäure dargestellt werden. Diese reagiert mit Chlor, Ethanol, Hydrochinon und 2-Mercapto-6-chlorbenzoxazol zum Endprodukt.

## Verwendung

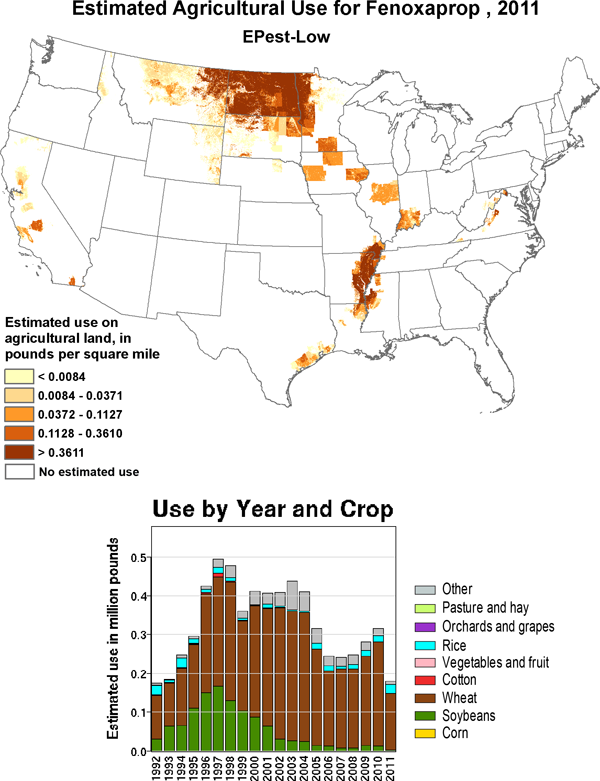
Geschätzte Ausbringungsmenge in den USA 2011

Fenoxaprop-P-ethyl wird als selektives, systemisches Herbizid gegen einjährige einkeimblättrige Unkräuter (Ungräser), wie Acker-Fuchsschwanzgras, Flug-Hafer, Hirse-Arten und Windhalm, vor allem im Getreideanbau eingesetzt.
Im Getreide- und Reisanbau wird Fenoxaprop zusammen mit dem Safener Mefenpyr-diethyl (teilweise auch Cloquintocet-mexyl) ausgebracht. In dikotylen Kulturen, wie Sojabohnen, Rüben, Kartoffeln oder Raps, kann es auch ohne Safener eingesetzt werden.
Fenoxaprop-P-ethyl ist ein Ester, welcher in empfindlichen Pflanzen schnell zur Säure, dem eigentlichen Wirkstoff, hydrolysiert wird. Er wirkt durch Hemmung der Acetyl-CoA-Carboxylase (ACCase) in der Fettsäure-Biosynthese.

## Zulassung
Pflanzenschutzmittel mit diesem Wirkstoff sind in einer Reihe von EU-Staaten, unter anderem in Deutschland, Österreich sowie der Schweiz zugelassen (Ralon Super, Puma). In einigen Veröffentlichungen wird Fenoxaprop-P-ethyl verkürzt, ohne Angabe des Ethylesters als Fenoxaprop-P angegeben. Fenoxaprop-P-ethyl ist der einzige Vertreter der Fenoxaprop-Herbizide, der in der europäischen Union zugelassen ist.